# マイスナー (ヘッセン)
マイスナー（ドイツ語: Meißner）は、ドイツ連邦共和国ヘッセン州ヴェラ＝マイスナー郡に属す町村（以下、本項では便宜上「町」と記述する）である。

## 地理

### 位置
マイスナーは、ホーアー・マイスナーと、マイスナー＝カウフンゲンの森の中にあるヴェラ川沿いの谷との間に位置するクレッセルベルクの麓に位置する。カッセルの南東約40kmにあたる。

### 隣接する市町村
マイスナーは、北はベルカタール、東はエシュヴェーゲ、南はヴェーレタールとヴァルトカペル、西はヘッシシュ・リヒテナウ（いずれもヴェラ＝マイスナー郡）と境を接する。

### 自治体の構成
自治体マイスナーは、アプテローデ（行政中心）、アルベローデ、ゲルメローデ、フォッケローデ、ヴァイデンハウゼン、ヴェリンゲローデ、ヴォルフテローデの7つの地区からなる。

## 歴史
自治体マイスナーは、ヘッセン州の地域再編の時代、1971年にそれまで独立した町村であったアプテローデ、アルベローデ、ゲルメローデ、フォッケローデ、ヴァイデンハウゼン、ヴェリンゲローデが合併して成立した。1974年にこれにヴォルフテローデが加わった。

## 行政

### 議会
マイスナーの町議会は23議席からなる。

### 首長
町長は直接選挙で選出され、任期は6年である。2002年からフリートヘルム・ユングハンス (SPD) がマイスナーの町長を務めている。

## 文化と見所

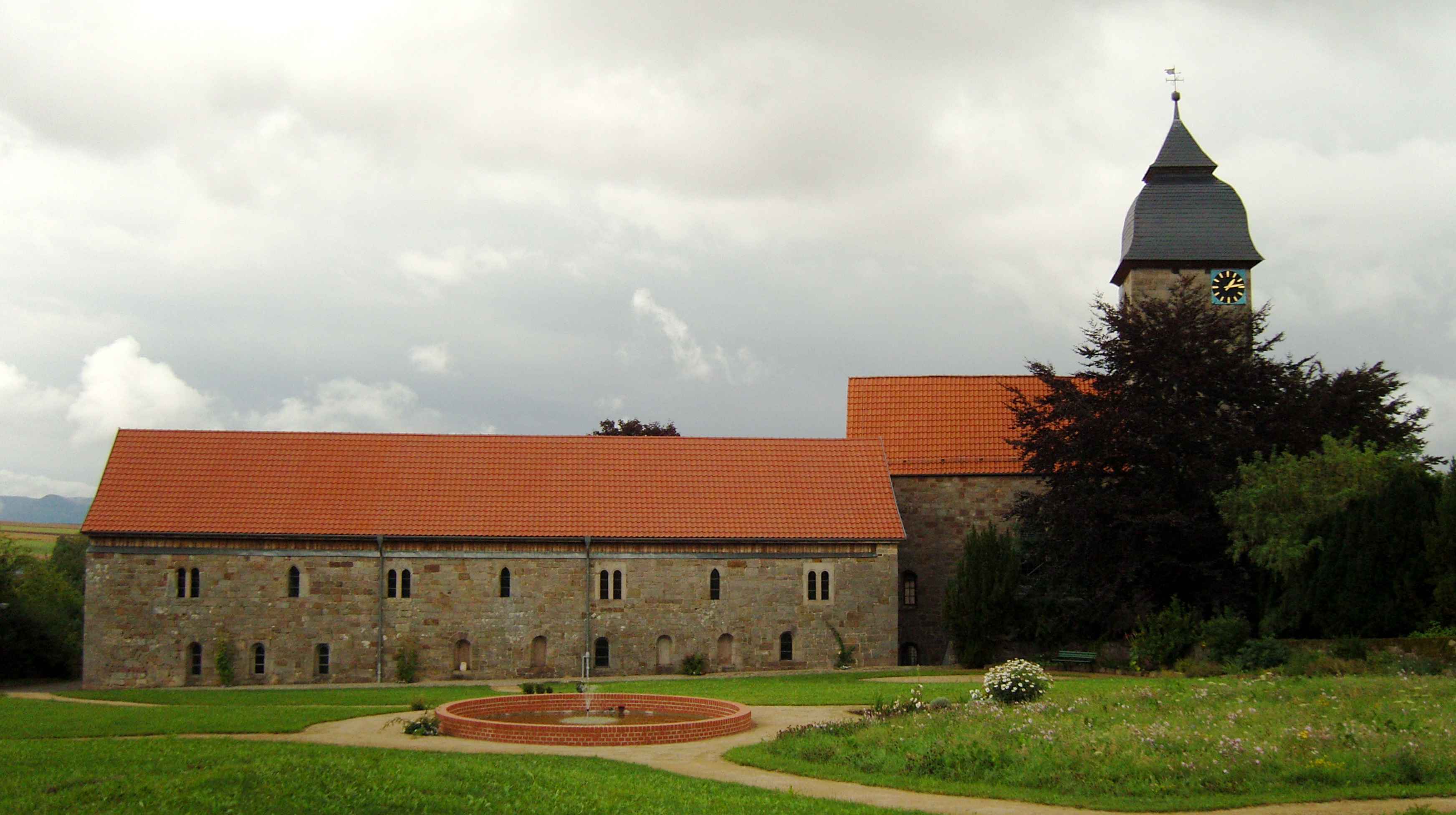
ゲルメローデ修道院

### 年中行事
毎年、聖体の祝日後の週末に、アプテローデ地区でカントリー・フェスティバルが開催される。
毎年、第1アドヴェントに教会周辺でクリスマスマーケットが開催される。

## 引用
1. ↑  Hessisches Statistisches Landesamt: Bevölkerung in Hessen am 31.12.2023 (Landkreise, kreisfreie Städte und Gemeinden, Einwohnerzahlen auf Grundlage des Zensus 2011)]
2. ↑  2011年の町議会議員選挙結果